# Oleg Deripaska
Oleg Vladímirovich Deripaska (del ruso: Оле́г Влади́мирович Дерипа́ска) (nacido el 2 de enero de 1968 en Dzerzhinsk, Óblast de Nizhni Nóvgorod) es un empresario y milmillonario ruso y un miembro de la Junta directiva y el presidente de la Compañía Unificada RUSAL, una compañía rusa de la industria de aluminio.

## Biografía

### Educación y principios de su carrera
Deripaska nació en Dzerzhinsk, Óblast de Nizhni Nóvgorod, pero él creció en el Krai de Krasnodar. Se graduó con honores en física de la Universidad Estatal de Moscú en 1993, y en 1996, obtuvo el grado en economía en la Universidad de Economía Plejánov de Rusia. Ha sido director general de la Fundición de Sayanogorsk (1994-1997) y ocupó el cargo de presidente del Grupo industrial de inversión de aluminio Sibirski (1997-2001), el cual se convirtió más adelante en el núcleo de Basic Element Investment Company.
Tiene profundos vínculos en el establishment británico y en el ruso.

## Vínculos con el Crimen Organizado
Deripaska ha sido acusado de tener vínculos con el crimen organizado ruso. En 2007 el Wall Street Journal reportó que su visado de entrada a los Estados Unidos había sido cancelado pues el Departamento de Estado sospechaba que tenía lazos con el crimen organizado en Rusia
En 2009 la justicia de España lo acusó de blanquear más de 4 millones de euros de la mafia rusa, a través de empresas en la Costa del Sol.
En enero de 2010 el Financial Times publicó un reportaje sobre las relaciones comerciales de Deripaska con Serguéi Popov y Antón Malevsky, presuntos capos de la Mafia Rusa.
Recientemente, varios medios han reportado los lazos entre Deripaska y el hijo del dictador libio Muamar el Gadafi, Saif al Islam Gadafi. Deripaska incluso acudió a la fiesta de cumpleaños celebrada por el heredero del poder libio en Montenegro.

## Sanciones estadounidenses
En abril de 2018 fue sancionado por el gobierno de los Estados Unidos como reacción a la “actividad maligna mundial” desplegada por Rusia.
Fue sancionado en 2022 por el gobierno del Reino Unido, que lo describió como "estrechamente asociado con el gobierno de Rusia y con Vladímir Putin”.